# Lavasaaret
Lavasaaret är en ö i Finland. Den ligger i sjön Suuri Paljärvi och i kommunen Ruokolax i den ekonomiska regionen  Imatra ekonomiska region  och landskapet Södra Karelen, i den sydöstra delen av landet, 250 km nordost om huvudstaden Helsingfors. Öns största längd är 120 meter i öst-västlig riktning. Notera att namnet antyder att det är fråga om flera öar.